# Cover You
Cover You es el primer álbum de covers del grupo de Idols Japonesas Morning Musume, lanzado el 26 de noviembre de 2008. El álbum contiene canciones de Yū Aku, compositor de las canciones del difunto grupo Pink Lady y otros músicos.

## Lista de canciones
Todas las canciones están escritas por Yū Aku.
| N.º | Título                                    | Escritor(es)     | Duración |  |
| 1.  | «"Nagisa no Sindbad"»                     | Shunichi Tokura  |          |  |
| 2.  | «"Dōnimo Tomaranai" (どうにもとまらない)» | Yamamoto Linda   |          |  |
| 3.  | «"Izakaya" (居酒屋)»                      | Katsuo Ohno      |          |  |
| 4.  | «"Pepper Keibu (Album version)"»          | Shunichi Tokura  |          |  |
| 5.  | «"Shiroi Chō no Samba" (白い蝶のサンバ)»  | Katsuo Inoue     |          |  |
| 6.  | «"Seishun Jidai" (青春時代)»              | Koichi Morita    |          |  |
| 7.  | «"Ringo Satsujin Jiken" (林檎殺人事件)»   | Yusuke Hoguchi   |          |  |
| 8.  | «"Romance (Album version)" (ロマンス)»    | Kyohei Tsutsumi  |          |  |
| 9.  | «"Machi no Akari" (街の灯り)»             | Keisuke Hama     |          |  |
| 10. | «"Koi no Dial 6700" (恋のダイヤル6700)»   | Tadao Inoue      |          |  |
| 11. | «"Pin Pon Pan Taisō" (ピンポンパン体操)»  | Asei Kobayashi   |          |  |
| 12. | «"Watashi no Aoi Tori" (私の青い鳥)»      | Yasushi Nakamura |          |  |
| 13. | «"Johnny e no Dengon" (ジョニィへの伝言)» | Shunichi Tokura  |          |  |
| 14. | «"UFO"»                                   | Shunichi Tokura  |          |  |

## Puesto en Oricon y ventas
| Tabla   | Posición | Ventas |
| ------- | -------- | ------ |
| Diario  | 12       | 12.037 |
| Semanal | 27       | -      |